# Khazarien
Khazarien var en medeltida handelsnation som bestod under cirka 300 år men som förintades på 1000-talet. Den var belägen i dagens södra Ryssland och Ukraina och omfattade även Krimhalvön. Statsbildningens invånarna bestod av tatarer, turkar och indoeuropéer. På 800-talet genomgick befolkningen en religiös förändring till judendom, så att hela landet därefter kom att betecknas som judiskt. Invånarna kom sedan att få namnet ashkenazimjudar och de kom genom historien att befolka stora delar av Östeuropa.